# Megalotocepheus fornicatus
Megalotocepheus fornicatus är en kvalsterart som beskrevs av Wen 1999. Megalotocepheus fornicatus ingår i släktet Megalotocepheus och familjen Otocepheidae. Inga underarter finns listade i Catalogue of Life.